# 801 (số)
801 (tám trăm lẻ một) là số tự nhiên ngay sau 800 và ngay trước 802.
801 là tổng của một bình phương và một lập phương dương theo nhiều cách, và là tổng của các lập phương dương khác nhau theo nhiều cách:
{\displaystyle 801=17^{2}+8^{3}=26^{2}+5^{3}=1^{3}+2^{3}+4^{3}+6^{3}+8^{3}=2^{3}+4^{3}+9^{3}.}
Trong gematria của giám mục Irenaeus thế kỷ thứ 2, 801 đại diện cho cả từ tiếng Hy Lạp có nghĩa là chim bồ câu và Alpha và Omega, và do đó đại diện cho Chúa theo hai cách.